# Дабл-плей

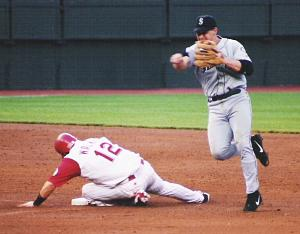
Инфилдер, сделав аут на второй базе и имея мяч, уходит от столкновения с бегущим от первой базы, делает передачу на первую базу, чтобы успеть сделать аут и там и таким образом осуществить дабл-плей

Дабл-плей (англ. Double play, буквально — двойной аут, в бейсбольной статистике обозначается сокращением DP) — игровая ситуация в бейсболе, в результате которой обороняющаяся команда заработала два аута, выведя в аут двух игроков; иными словами — два аута одним броском. Например, когда игрок нападающей команды занял первую базу, бэттер отбил мяч так, что игроки обороняющейся команды заработали два аута, доставив мяч на вторую базу, а затем на первую, до того как раннер и бэттер смогли их достичь. Различают вынужденный двойной аут (англ. force double play) — когда оба аута происходят в результате вынужденной игры, и обратный вынужденный двойной аут (англ. reverse force double play) — когда первый аут вынужденный, а второй сделан осаливанием раннера или базы.
В бейсбольном сленге дабл-плей называют «переломной двойкой» или «лучшим другом питчера», поскольку с дабл-плей часто связаны переломные моменты игры (или с более редкими трипл-плей), а питчер одним броском может выйти из ситуации, когда базы заняты раннерами.
Вплоть до 1933 года в Национальной лиге и 1939 года в Американской лиге, отчёты о дабл-плей велись нерегулярно. Дабл-плей, разыгранные бэттером с граундболла (а не с флайболла или лайн-драйва), отражены в специальной статистике GIDP (grounded into double play).